# Voerde
Voerde is een stad en gemeente in de deelstaat Noordrijn-Westfalen, Duitsland. Voerde maakt deel uit van de Kreis Wesel. De gemeente Voerde telt 36.047 inwoners (31 december 2020) op een oppervlakte van 53,49 km². De plaats ligt aan de rechter Rijn-oever, ongeveer 10 km ten zuidoosten van Wesel en 20 km ten noorden van Duisburg.

## Geschiedenis
Voerde werd in 1344 voor het eerst genoemd als Lehnsgut en Burgt Abdei Werden. Sinds 1981 heeft Voerde het stadsrecht.

## Bezienswaardigheden

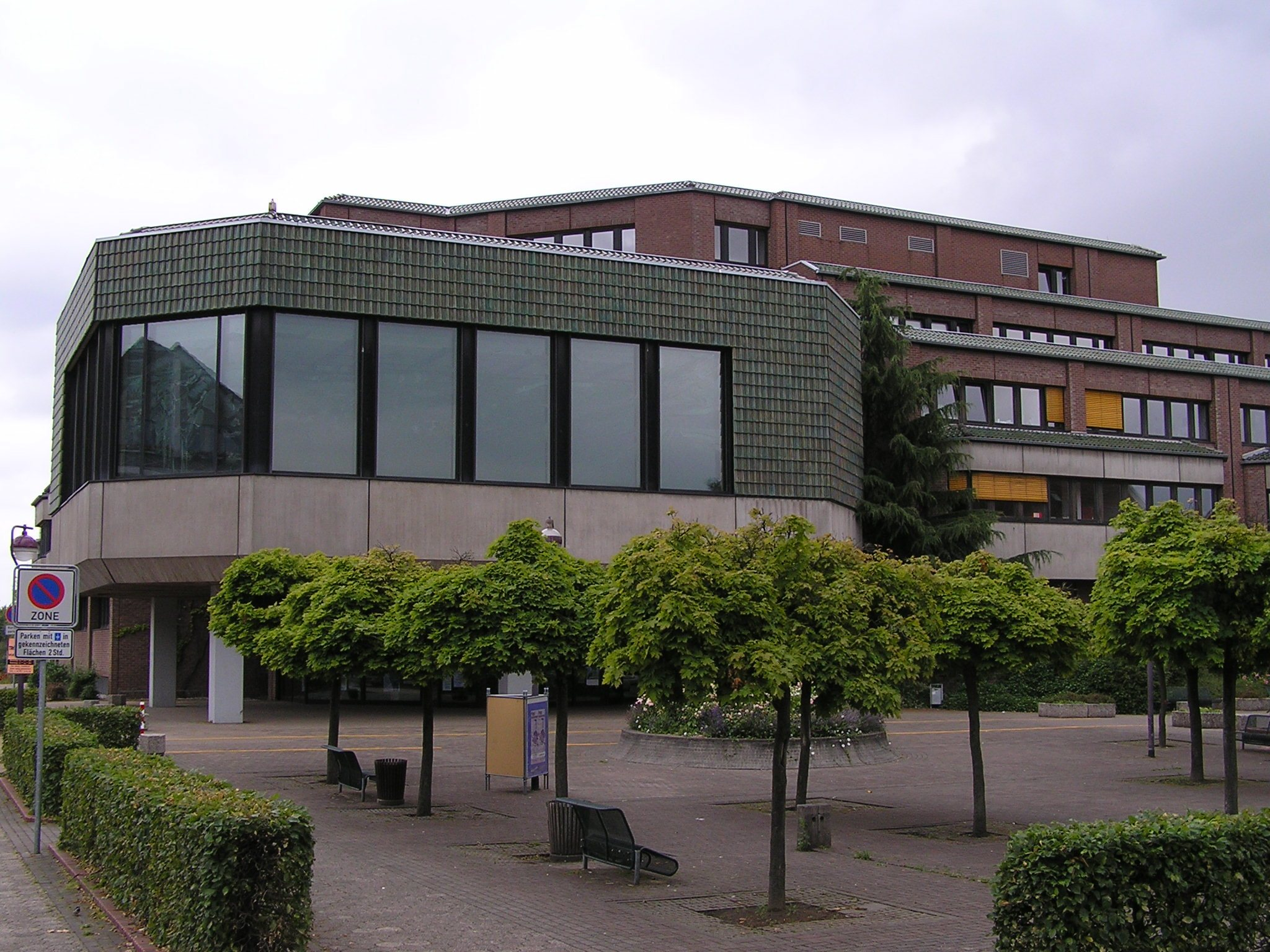
Stadhuis
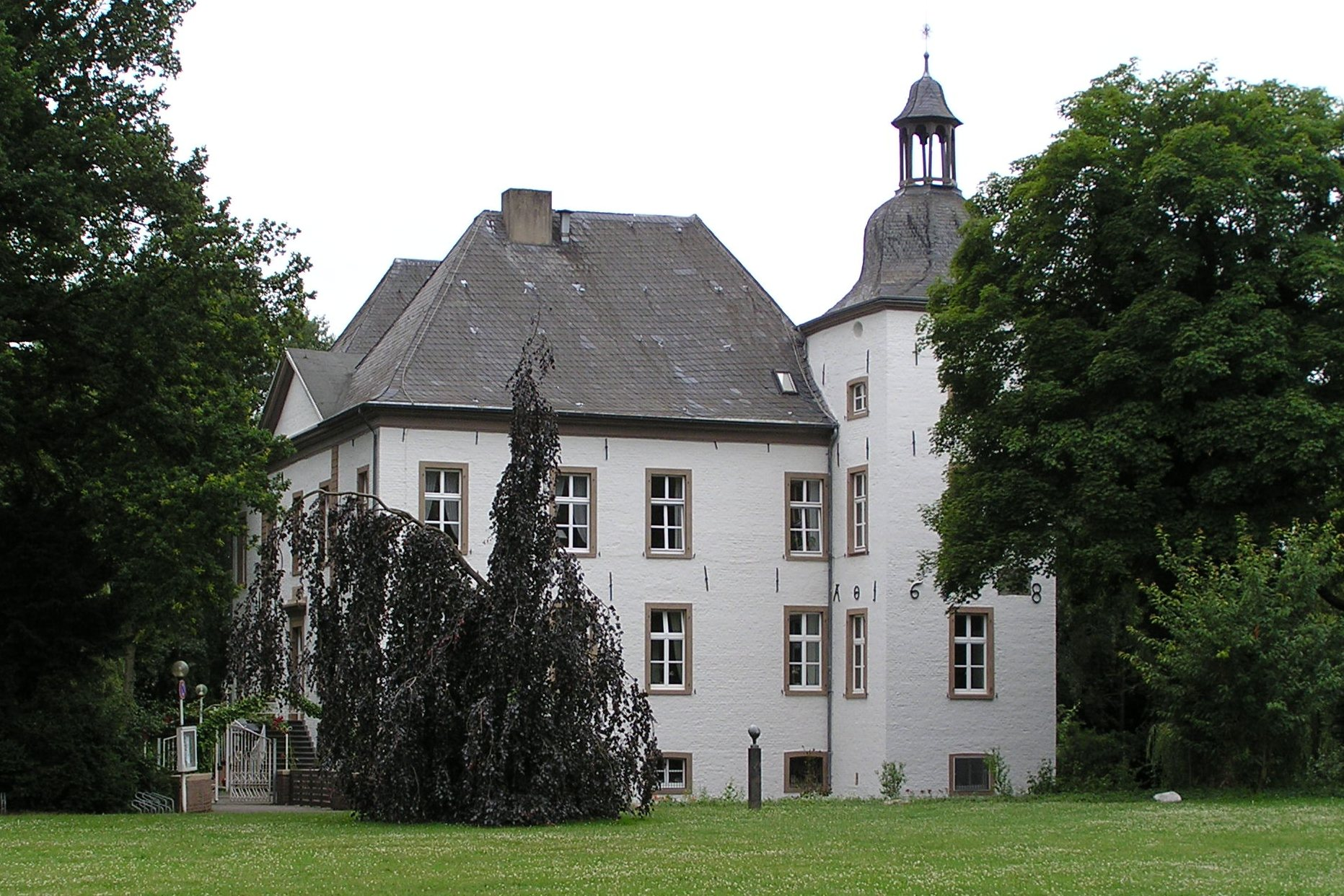
Haus Voerde
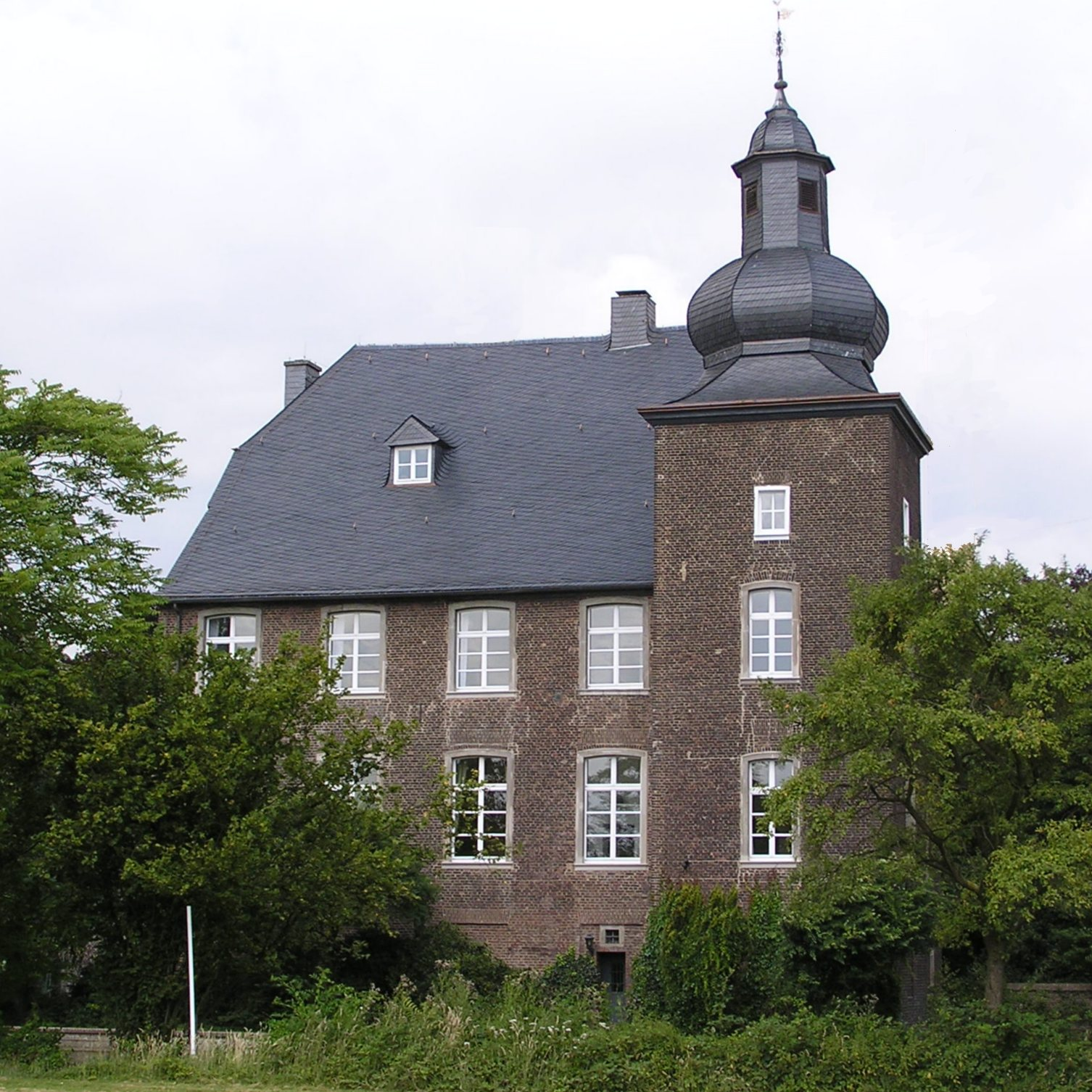
Haus Wohnung

- Protestantse kerk Götterswickerhamm: romaanse toren, schip van de kerk naar plannen van Schinkel in 1830 omgebouwd; doopvont 12e eeuw.
- Haus Götterswick: Waterburcht uit de 16e eeuw, sinds 1854 protestantse pastorie.
- Haus Voerde: De waterburcht Haus Voerde is omgeven door een kleine park. Gebouwd is Haus Voerde voor 1200. Schriftelijk vermeld wordt Haus Voerde voor het eerst in 1344. In 1688 werd een toren aan de noordoostelijke kant bijgevoegd. In de loop van de tijd werd het idyllische slot meerdere keren verbouwd zonder dat het zijn charme verloor. Sedert 1950 is Haus Voerde in het bezit van de stad Voerde. Vandaag bevinden zich in het gebouw het bureau van de burgerlijke stand en een restaurant.
- Protestantse kerk Voerde: 1704 als gereformeerde patronaatskerk van de toenmalige bezitter van Haus Voerde gebouwd; hedendaagse bouw dateert van 1856.
- Haus Wohnung: De waterburcht Haus Wohnung ligt nabij de stadsgrens van Dinslaken. Het is in het bezit van Evonik Industries. Volgens een document uit het jaar 1327 is de naam van het huis afgeleid van de naam van de eerste bezitter: Arnd van der Wonyngen.
- 220/110-kV-Hoogspanningsleiding over de Rijn bij Voerde. De hoogspanningsmasten zijn de hoogste in Noordrijn-Westfalen: Hoogte: 138 meter, Gewicht: 172 ton, Bouwjaar 1926

Alpen · Dinslaken · Hamminkeln · Hünxe · Kamp-Lintfort · Moers · Neukirchen-Vluyn · Rheinberg · Schermbeck · Sonsbeck · Voerde · Wezel · Xanten